# هيو روي
هيو روي (28 سبتمبر 1935 في المملكة المتحدة - 23 مايو 2014 في جنوب أفريقيا) (بالإنجليزية: Hugh Roy)‏ هو لاعب كريكت جنوب أفريقي.

## وصلات خارجية
- هيو روي على موقع إي آس بي آن كريك إنفو (الإنجليزية)